# Europäisches Olympisches Sommer-Jugendfestival 2025/Schießen
Die Wettkämpfe im Sportschießen beim Europäischen Olympischen Sommer-Jugendfestival 2025 in Skopje wurden zwischen dem 21. und 25. Juli 2025 ausgetragen. Es war dies das erste Mal, dass Schießen Teil eines Europäischen Olympischen Sommer-Jugendfestivals war.

## Bilanz

### Medaillenspiegel
| Platz  | Land                     | Gold | Silber | Bronze | Gesamt |
| ------ | ------------------------ | ---- | ------ | ------ | ------ |
| 1      | Moldau                   | 3    | –      | –      | 3      |
| 2      | NOK der Republik Belarus | 2    | 1      | 2      | 5      |
| 3      | Türkei                   | 2    | –      | 1      | 3      |
| 4      | Serbien                  | 1    | 2      | 1      | 4      |
| 5      | Spanien                  | 1    | 1      | 1      | 3      |
| 6      | Ungarn                   | 1    | 1      | –      | 2      |
| 7      | Deutschland              | 1    | –      | –      | 1      |
| 7      | Kroatien                 | 1    | –      | –      | 1      |
| 9      | Slowenien                | –    | 2      | –      | 2      |
| 10     | Aserbaidschan            | –    | 1      | –      | 1      |
| 10     | Bosnien und Herzegowina  | –    | 1      | –      | 1      |
| 10     | Bulgarien                | –    | 1      | –      | 1      |
| 10     | Lettland                 | –    | 1      | –      | 1      |
| 10     | Ukraine                  | –    | 1      | –      | 1      |
| 15     | Italien                  | –    | –      | 2      | 2      |
| 16     | Griechenland             | –    | –      | 1      | 1      |
| 16     | Österreich               | –    | –      | 1      | 1      |
| 16     | Schweiz                  | –    | –      | 1      | 1      |
| 16     | Tschechien               | –    | –      | 1      | 1      |
| Gesamt | Gesamt                   | 12   | 12     | 12     | 36     |

### Medaillengewinner
| Disziplin                       | Gold                                                   | Silber                                     | Bronze                                     |
| ------------------------------- | ------------------------------------------------------ | ------------------------------------------ | ------------------------------------------ |
| Jungen                          |                                                        |                                            |                                            |
| 10 m Luftpistole                | Climentii Ursu                                         | Uroš Gajić                                 | Loris Quarta                               |
| 10 m Luftgewehr                 | Ákos Márta                                             | Maksimilijan Žarić                         | Arseni Livantsou                           |
| 10 m Luftpistole Solo           | Climentii Ursu                                         | Damjan Iliew                               | Yury Krautsou                              |
| 10 m Luftgewehr Solo            | Toma Tadic                                             | Amir Memisevic                             | Konstantinos Sovolos                       |
| Mädchen                         |                                                        |                                            |                                            |
| 10 m Luftpistole                | Ezginur Türkmen                                        | Alina Nestsiarovich                        | Gloria Sánchez                             |
| 10 m Luftgewehr                 | Elif Berfin Altun                                      | Anastasija Živković                        | Mia Grosch                                 |
| 10 m Luftpistole Solo           | Alina Nestsiarovich                                    | Gloria Sánchez                             | Aneta Marečková                            |
| 10 m Luftgewehr Solo            | Theresa Schnell                                        | Anete Tukisa                               | Elif Berfin Altun                          |
| Mixed                           |                                                        |                                            |                                            |
| 10 m Luftpistole Duett          | SpanienJuan Miguel Robles Gloria Sánchez               | UkraineJulija Issatschenko Illja Laschtsch | ItalienLoris Quarta Alice Bruno            |
| 10 m Luftgewehr Duett           | SerbienAnastasija Živković Stefan Agović               | SlowenienLana Kužnik Maksimilijan Žarić    | SchweizDorian Saillen Emely Jäggi          |
| 10 m Luftpistole Duett Hit/Miss | MoldauAlexandra Homutova Climentii Ursu                | AserbaidschanLeyli Aliyeva Oleq Kerzhankin | UkraineJulija Issatschenko Illja Laschtsch |
| 10 m Luftgewehr Duett Hit/Miss  | NOK der Republik BelarusDarya Chuprys Arseni Livantsou | UngarnCsilla Ferik Ákos Márta              | SerbienAnastasija Živković Stefan Agović   |